# اورت پیتر گرینبرگ
اورت پیتر گرینبرگ (انگلیسی: Everett Peter Greenberg؛ زادهٔ ۱۷ نوامبر ۱۹۴۸) دانشمند در زمینه میکروبیولوژی اهل ایالات متحده آمریکا است. وی از سال ۲۰۰۵ استاد میکروبیولوژی در گروه میکروبیولوژی، دانشگاه واشینگتن در سیاتل بوده‌است. در سال ۲۰۱۵، وی به خاطر کارهای برجسته خود در سنجش کوئوروم موفق به دریافت جایزه شاو در علم زندگی و پزشکی شد.

## زندگی
گرینبرگ در سال ۱۹۴۸ در نیویورک متولد شد. خانواده وی به سیاتل نقل مکان کردند، و در همان‌جا او دبیرستان را به پایان رساند. وی در سال ۱۹۶۶ وارد دانشگاه واشینگتن غربی در بنینگام شد و در سال ۱۹۷۰ لیسانس زیست‌شناسی را گرفت. وی لیسانس خود را در میکروبیولوژی از دانشگاه آیووا و دکترای میکروبیولوژی خود را از دانشگاه ماساچوست امهرست به دست آورد. وی پس از دریافت دکترا در دانشگاه هاروارد، به عنوان استادیار به دانشگاه کرنل پیوست.